# X съезд КПК
X съезд Коммунистической партии Китая проходил 24-28 августа 1973 года в Пекине. На съезде присутствовало 1249 делегатов при численности КПК на тот момент 28 млн человек.

## Обсуждаемые вопросы
- Обсуждение и осуждение контрреволюционной группировки Линь Бяо.
- Политический доклад ЦК КПК (Чжоу Эньлай).
- Доклад об изменениях в Уставе партии (Ван Хунвэнь).
- Выборы в Центральный Комитет КПК

## Последствия
В настоящее время Х съезд КПК критикуется за продолжение лево-уклонистской позиции IX съезда.
В состав вновь избранного ЦК КПК вошли 195 членов и 124 кандидата в члены ЦК КПК. Пленум ЦК на своём первом заседании избрал Мао Цзэдуна Председателем ЦК КПК, Чжоу Эньлая, Вана Хунвэня, Кан Шэна, Е Цзяньина и Ли Дэшэна — заместителями Председателя; Мао Цзэдуна, Вана Хунвэня, Е Цзяньина, Чжу Дэ, Ли Дэшэна, Чжана Чуньцяо, Чжоу Эньлая, Кан Шэна и Дун Биу — членами Постоянного комитета Политбюро ЦК КПК.
Членом Политбюро был избран Хуа Гофэн. Дэн Сяопин после опалы вновь стал членом ЦК.
Одним из результатов съезда стало усиление позиций Цзян Цин и образование в Политбюро группы четырёх — Цзян Цин, Чжан Чуньцяо, Яо Вэньюань и Ван Хунвэнь. Группа Чжоу Эньлая сохранила большое влияние. В Политбюро силы обеих фракций распределились примерно поровну. Среди членов Постоянного комитета (в нем насчитывалось 9 человек) большинство было на стороне Чжоу Эньлая.